# Michel de Rosen
Michel de Rosen (Parigi, 18 febbraio 1951) è un imprenditore francese.
È presidente di Faurecia ed è stato amministratore delegato di Eutelsat Communications dal 2009 al 2016. È membro non esecutivo del consiglio di amministrazione di ABB. È stato Amministratore Delegato e Presidente del Consiglio di Amministrazione di ViroPharma da agosto 2002 a maggio 2008. Dal 1982 al 1999, de Rosen ha ricoperto diversi incarichi presso Rhône-Poulenc (Francia) e Rhone-Poulenc Rorer (ora Sanofi Aventis), tra cui Amministratore Delegato da maggio 1995 a dicembre 1999 e Presidente del Consiglio di Amministrazione dal 1996 al 1999.
Dal 1976 al 1982, de Rosen è stato revisore dei conti dei ministeri delle Finanze e della Difesa francesi.
Michel de Rosen ha conseguito un Master in Business Administration presso l'HEC Paris.